# Micralarctia euproctina
Micralarctia euproctina là một loài bướm đêm thuộc phân họ Arctiinae, họ Erebidae.